# Hubert Hudson
Pour les articles homonymes, voir Hudson.
Huberht Taylor Hudson dit Hubert Hudson, né le 17 septembre 1886 à Londres et mort le 15 juin 1942, est un officier de marine et explorateur britannique.

## Biographie
Il a participé à l'expédition Endurance d'Ernest Shackleton où il se distingue pour son habileté à attraper des manchots, source de nourriture pour les explorateurs.
Surnommé « Buddha », il participe à la Première Guerre mondiale en servant sur des navires-leurres.
Il trouve la mort lors de la Seconde Guerre mondiale lorsque son navire est torpillé.